# گوته رسول‌پور
گوته رسول‌پور (به انگلیسی: Village Rasool Pur) یک منطقهٔ مسکونی در پاکستان است که در ایالت سند واقع شده‌است.